# Nideggen
Nideggen è una città di 10 204 abitanti della Renania Settentrionale-Vestfalia, in Germania.
Appartiene al distretto governativo (Regierungsbezirk) di Colonia e al circondario (Kreis) di Düren (targa DN).
Parti del territorio di Nideggen appartengono al Parco Nazionale dell'Eifel.